# Gimena Blanco
María Gimena Blanco (Mendoza, Argentina, 5 de diciembre de 1987) es una futbolista argentina con pasaporte italiano. Se desempeña como centrocampista y actualmente juega en el Spartak Caserta C5 de la Serie A2 italiana de fútbol sala femenino.
Formó parte de la Selección nacional de fútbol durante el Torneo Femenino de fútbol en los Juegos Olímpicos de Pekín en 2008. En Argentina fue jugadora del Club Atlético River Plate.
Fue jugadora de futsal en Italia obteniendo el récord de títulos en la historia de la liga femenina del Divisione Calcio a 5 al ganar cuatro Scudettos, tres de ellos de forma consecutiva. También ganó dos Copas Italia, una Supercopa de Italia y fue elegida Jugadora del año en tres oportunidades.

## Trayectoria
Comenzó su carrera a los doce años en el club Las Pumas de Mendoza y a los dieciséis años, mientras jugaba un torneo nacional en Laboulaye, recibió su primera convocatoria a la selección nacional. En 2007 pasó a jugar en River Plate en donde permaneció durante un año y medio disputando la Primera División A de Argentina.
En 2009 pasó a jugar futsal en Italia siendo parte del Isef de Napoli, equipo con el que fue campeona en 2010 en la Serie A femenina de la Divisione Calcio a 5 y elegida como la mejor jugadora del torneo, posteriormente también fue campeona de la Supercopa de ese año.
Luego de un paso por la Universidad de Alicante FSF en España, en donde disputó la temporada 2010-11 de Segunda División femenina de fútbol sala consiguiendo en ese torneo el ascenso de categoría, regreso a Italia incorporándose al AZ Gold, con el que fue campeona de la Serie A en la temporada 2012-13.
En 2013 fue convocada a la selección de Mendoza para participar del Campeonato Nacional de Futsal Femenino celebrado en Paraná, en donde logró conquistar el primer título para su provincia natal, además de resultar la goleadora del certamen marcando quince goles y ser elegida como la mejor jugadora.
En 2014, jugando para Lazio C5, fue campeona de la Copa Italia Femenina de futsal,, además de obtener también el campeonato de la Serie A de Italia en la temporada 2013-14.
La siguiente temporada la disputó jugando para el Ternana Calcio, siendo nuevamente campeona de la Serie A, obteniendo su cuarto scudetto personal, única jugadora en la historia de la liga en conseguir esa marca, y el tercero en forma consecutiva, todos ganados con equipos diferentes.
En 2015 pasó a jugar en Isolotto Firenze, conquistando la Copa Italia en la temporada 2015-16.
En 2019 se reincorporó al club Las Pumas de Mendoza. En 2021, cuando el club se convirtió en la primero no afiliado a AFA en fichar profesionalmente a sus jugadoras, fue una de las primeras doce contratadas. En junio del mismo año fue campeona de la Liga Mendocina de Fútbol marcando dos goles en la final del torneo en donde Las Pumas vencieron por 4-0 a Gimnasia y Esgrima, el partido se disputó en el Estadio Malvinas Argentinas y fue televisado por DeporTV.
En julio de 2021 fichó por el Napoli Femminile italiano.

## Selección nacional
Con la selección sub-20 participó de la Copa Mundial Femenina de Fútbol Sub-20 de 2006 celebrada en Rusia, y del Sudamericano Sub-20 de 2006 en Chile.
Con la selección mayor de fútbol fue campeona en el Sudamericano de 2006, formó parte del plantel que participó en los Juegos Olímpicos de 2008 y de las delegaciones que disputaron el Sudamericano de 2010 y los Juegos Panamericanos de 2011.
Con la Selección femenina de fútbol sala de Argentina participó del Sudamericano de 2015 y del Sudamericano de 2017.

## Palmarés

### Futsal
| Título                                 | Equipo               | País      | Año     |
| -------------------------------------- | -------------------- | --------- | ------- |
| Serie A                                | ISEF Poggiomarino    | Italia    | 2009-10 |
| Supercopa de Italia                    | ISEF Poggiomarino    | Italia    | 2010    |
| Serie A                                | AZ Gold              | Italia    | 2012-13 |
| Campeonato Nacional de futsal femenino | Selección de Mendoza | Argentina | 2013    |
| Serie A                                | Lazio C5             | Italia    | 2013-14 |
| Copa Italia                            | Lazio C5             | Italia    | 2013-14 |
| Serie A                                | Ternana Calcio       | Italia    | 2014-15 |
| Copa Italia                            | Isolotto Firenze     | Italia    | 2015-16 |

### Fútbol
| Título       | Equipo              | País      | Año  |
| ------------ | ------------------- | --------- | ---- |
| Sudamericano | Selección argentina | Argentina | 2006 |